# Rapalski ugovor
Rapalski ugovor ili Rapallski ugovor, sporazum koji su u Rapallu, gradiću blizu Genove, 12. studenog 1920. potpisali predstavnici Kraljevine SHS i Kraljevine Italije, nakon pregovora koji su započeli 9. studenog. Njime su bile određene međusobne granice tih država, bilo je dogovoreno stvaranje neovisne Slobodne Države Rijeke te zajedničko nastupanje protiv svih pokušaja restauracije dinastije Habsburgovaca. 

### Pozadina
Kako bi pridobile Italiju na svoju stranu u Prvom svjetskom ratu, Francuska, Rusija i Velika Britanija tajnim Londonskim ugovorom iz 1915. obećale su Italiji Istru i veći dio Dalmacije. Pri kraju rata, prema sporazumu o primirju između Austro-Ugarske i Italije, austro-ugarska se vojska povlači i istog dana, 4. studenog 1918., talijanska vojska okupira Istru, Zadar, Šibenik, Cres, Lošinj, Lastovo i Palagružu. Rapalskim ugovorom nastojala su se riješiti mnogobrojna otvorena pitanja oko granica dviju država, koja su postavljena Londonskim ugovorom a nisu bila riješena za mirovne konferencije u Parizu 1919. – 1920. Pregovori u Rapallu održani su u nepovoljnom međunarodnom političkom okruženju za Kraljevinu SHS zbog sve veće sklonosti britanske, francuske i američke diplomacije da popusti talijanskim zahtjevima.

### Ugovor
Glavni pregovarači na strani Kraljevine SHS bili su premijer Milenko Vesnić, ministar vanjskih poslova Ante Trumbić i ministar financija Kosta Stojanović, a s talijanske strane Giovanni Giolitti, Carlo Sforza i Ivanoe Bonomi. Talijanski pregovarači jasno su dali do znanja da bi se talijanski prijedlog trebao prihvatiti, a u suprotnom je Italija bila spremna sama uspostaviti granice predviđene Londonskim ugovorom. Time je delegacija Kraljevine SHS bila prisiljena potpisati nepovoljan ugovor, kojim su Italiji pripojeni, od Italije 1918.okupirani Trst, Gorica, Gradiška i dio Kranjske, Istra (osim dijela općine Kastav), grad Zadar, otoci Cres i Lošinj, Lastovo i Palagruža, te je stvorena Slobodna Država Rijeka. Rapalskim ugovorom talijanskoj nacionalnoj manjini u Kraljevini SHS bilo je omogućeno pravo optiranja za talijansko državljanstvo, uporaba talijanskog jezika i sloboda vjeroispovijesti, a hrvatskoj i slovenskoj nacionalnoj manjini u Italiji nisu dana nikakva zakonska jamstva koja bi omogućila njihovu nacionalnu opstojnost.

### Posljedice
Italija je ugovorom zadržala većinu teritorija koje je od 1918. okupirala - Istru, Zadar, Cres, Lošinj, Lastovo i Palagružu. Unatoč tome, Rapalsko rješenje jadranskoga pitanja za Mussolinijevu Italiju predstavljalo je diplomatski poraz u odnosu na odredbe Londonskoga ugovora (1915.) Tako je u Italiji nastao mit o "pace mutlilata", to jest o "osakaćenom miru", jer osim Zadra, Italija u Rapalu nije dobila veći dio kontinentalne Dalmacije koji joj je bio obećan. Također Rapalskim ugovorom Italija je 1921. morala napustiti Šibenik, kog je 1918. također okupirala. U tome smislu kasniji Rimski ugovori s NDH, za službenu Italiju su značili ispravljanje "nepravde“ iz Rapalskoga ugovora i svojevrsno ostvarenje Londonskoga ugovora.
Zbog općega nezadovoljstva u Kraljevini SHS, ugovor nikada nije bio razmatran u Narodnoj skupštini, već je 26. lipnja 1921. ozakonjen bez parlamentarne rasprave te je, točno nakon godinu dana, bio potvrđen kraljevom odlukom.  Područja koja je Hrvatska izgubila tim ugovorom vraćena su joj nakon pada Italije 1943. u II. svjetskom ratu

## Galerija
- Granice u Istri tijekom XX. stoljeća
- Razgraničenje oko zadarskog područja
- Slobodna Država Rijeka, narančasta i žuta
- Konačne granice Kraljevine SHS

## Poveznice
- Londonski ugovor
- Rimski ugovori (1941.)
- Nastanak Kraljevstva Srba, Hrvata i Slovenaca
- Hrvatska u Kraljevini Jugoslaviji
- Hrvatsko-talijanska granica
- Talijansko-slovenska granica